# Estreito de Nansen

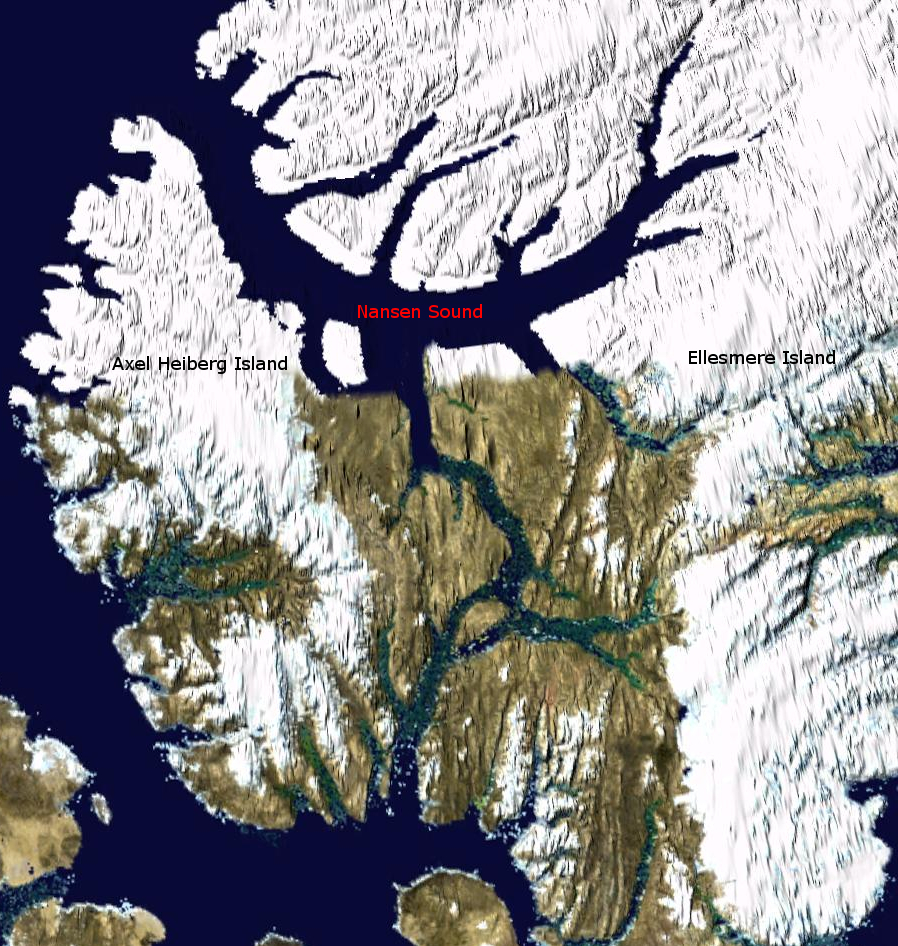
Nansen Sound

O Estreito de Nansen (em inglês:  Nansen Sound) é um estreito em Nunavut, norte do Canadá, entre a Terra de Grant na Ilha Ellesmere e a Ilha Axel Heiberg. O seu nome homenageia o explorador Fridtjof Nansen.